# Cardinal Richelieu's Ward
Cardinal Richelieu's Ward è un film muto del 1914 diretto da Eugene Moore (con il nome W. Eugene Moore).

## Trama
Nel Seicento, in Francia, il re Luigi XIII e il suo favorito, il conte di Barados, sono entrambi innamorati di Julie, la pupilla del cardinale di Richelieu mentre lei ama Adrian de Mauprat. Le nozze tra i due, approvate dal cardinale, sono però impedite da Barados che convince il re ad annullarle e a far tornare a corte Julie.
A corte si complotta per detronizzare Luigi ed assassinare il cardinale. Capo della cospirazione, è il duca di Orleans, appoggiato da Barados che spinge Mauprat a uccidere Richelieu. La notte in cui dovrebbe essere compiuto il delitto, però, il cardinale riesce a convincere il giovane di essere caduto in un tranello e che Barados lo sta usando come una pedina per i suoi scopi. I due concordano un piano: Richelieu si fingerà morto, ingannando così il traditore. In questo modo, otterrà la lista dei congiurati che sarà portata al re. Grato per la lealtà del suo cardinale e per quella di Mauprat, Luigi premia i suoi fedeli sudditi.

## Produzione
Il film fu prodotto dalla Thanhouser Film Corporation con il titolo di lavorazione Richelieu.

## Distribuzione
Distribuito dalla Continental Feature Film Corporation, uscì nelle sale cinematografiche statunitensi il 1º marzo 1914.
Non si conoscono copie ancora esistenti della pellicola che viene considerata presumibilmente perduta.